# Kottmar (gemeente)
Kottmar is een Duitse gemeente in het zuiden van de Oost-Saksische Landkreis Görlitz tussen Zittau en Bautzen. De gemeente ontstond op 1 januari 2013 uit de rond de berg Kottmar liggende gemeenten Eibau, Obercunnersdorf en Niedercunnersdorf, Het gemeentebestuur zetelt in de ortsteil Eibau. Met circa 8000 inwoners is Kottmar de grootste niet-stedelijke gemeente van de landkreis.

## Geografie

### Ligging
De gemeente ligt in het zuiden van de Oberlausitz en vormt gedeeltelijk een overgang van het Oberlausitzer Bergland naar de Oostelijke Oberlausitz. De ortsteil Obercunnersdorf strekt zich uit in het dal van het Cunnersdorfer Water. Op de berg Kottmar bevindt zich een van de drie Spreebronnen. Aangezien het hier om de hoogstgelegen gaat, wordt hij ook wel als hoofdader aangemerkt.

### Buurgemeenten
Aan de gemeente Kottmar grenzen Dürrhennersdorf en Dürrhennersdorf in het noordwesten, Löbau in het noorden, Herrnhut in het noordoosten, Oderwitz in het zuidoosten, Leutersdorf in het zuiden en Ebersbach-Neugersdorf in het westen.

### Gemeentelijke indeling
De gemeente bestaat uit de zeven ortsteilen Eibau, Kottmarsdorf, Neueibau, Niedercunnersdorf, Obercunnersdorf, Ottenhain en Walddorf.

## Geschiedenis

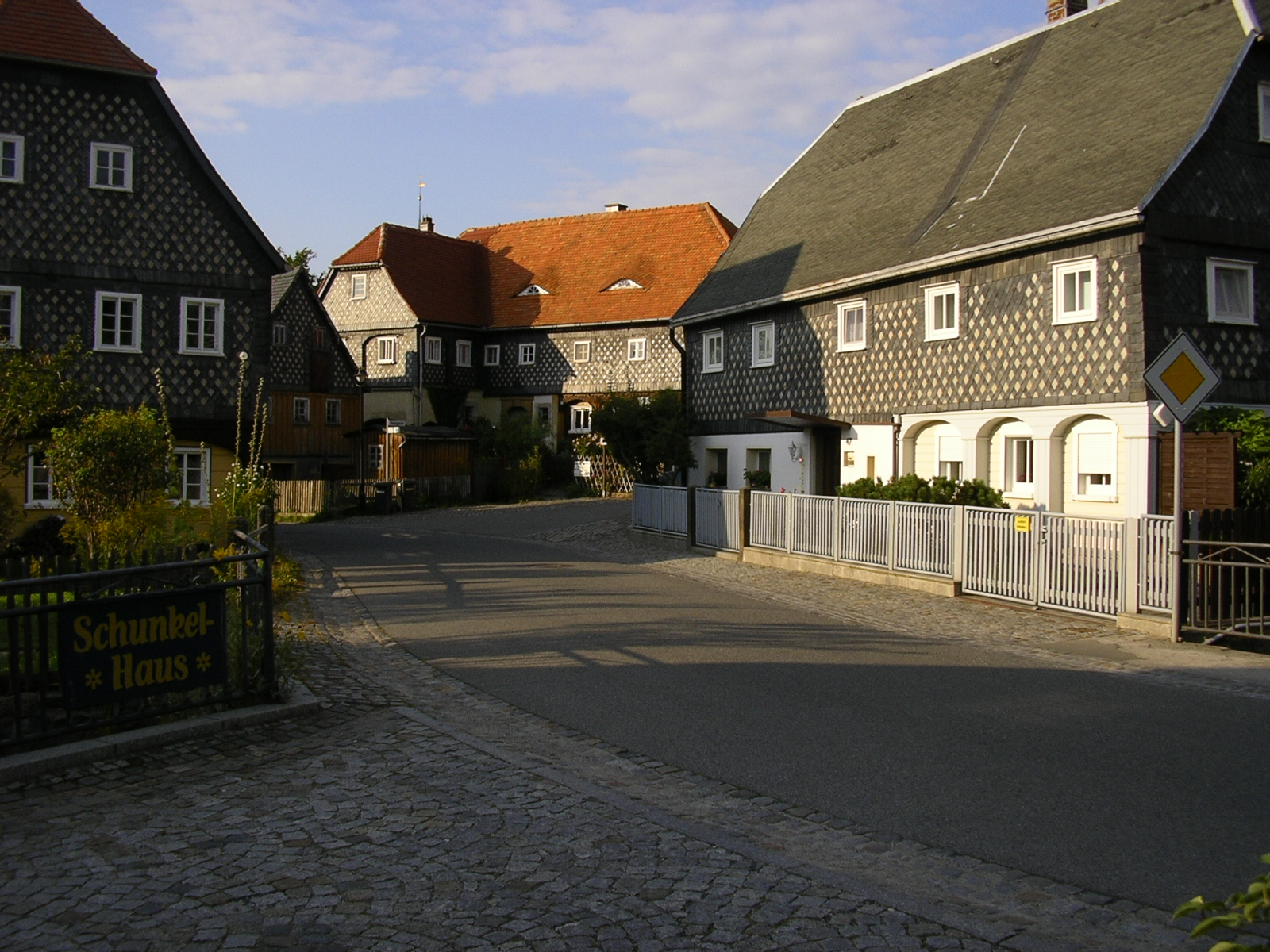
Het straatbeeld van de ortsteil Obercunnersdorf wordt bepaald door de hoge dichtheid van meer dan 250 Umgebindehuizen

De oudst bekende akte waarin de ortsteil Eibau genoemd is, stamt uit het jaar 1352, Ober- en Niedercunnersdorf werden in 1221 voor het eerst genoemd. Obercunnersdorf werd vanwege zijn grote beschermde monumentale Umgebindehausbestand bekend.